# Tikarpada
Tikarpada es una ciudad censal situada en el distrito de Rayagada en el estado de Odisha (India). Su población es de 8346  habitantes (2011). Se encuentra a 282 km de Bhubaneswar y a 33 km de Rayagada.

## Demografía
Según el censo de 2011 la población de Tikarpada era de 8346 habitantes, de los cuales 9467 eran hombres y 9085 eran mujeres. Tikarpada tiene una tasa media de alfabetización del 78,36%, superior a la media estatal del 72,87%: la alfabetización masculina es del 84,71%, y la alfabetización femenina del 71,82%.